# Gerhard Höllerer

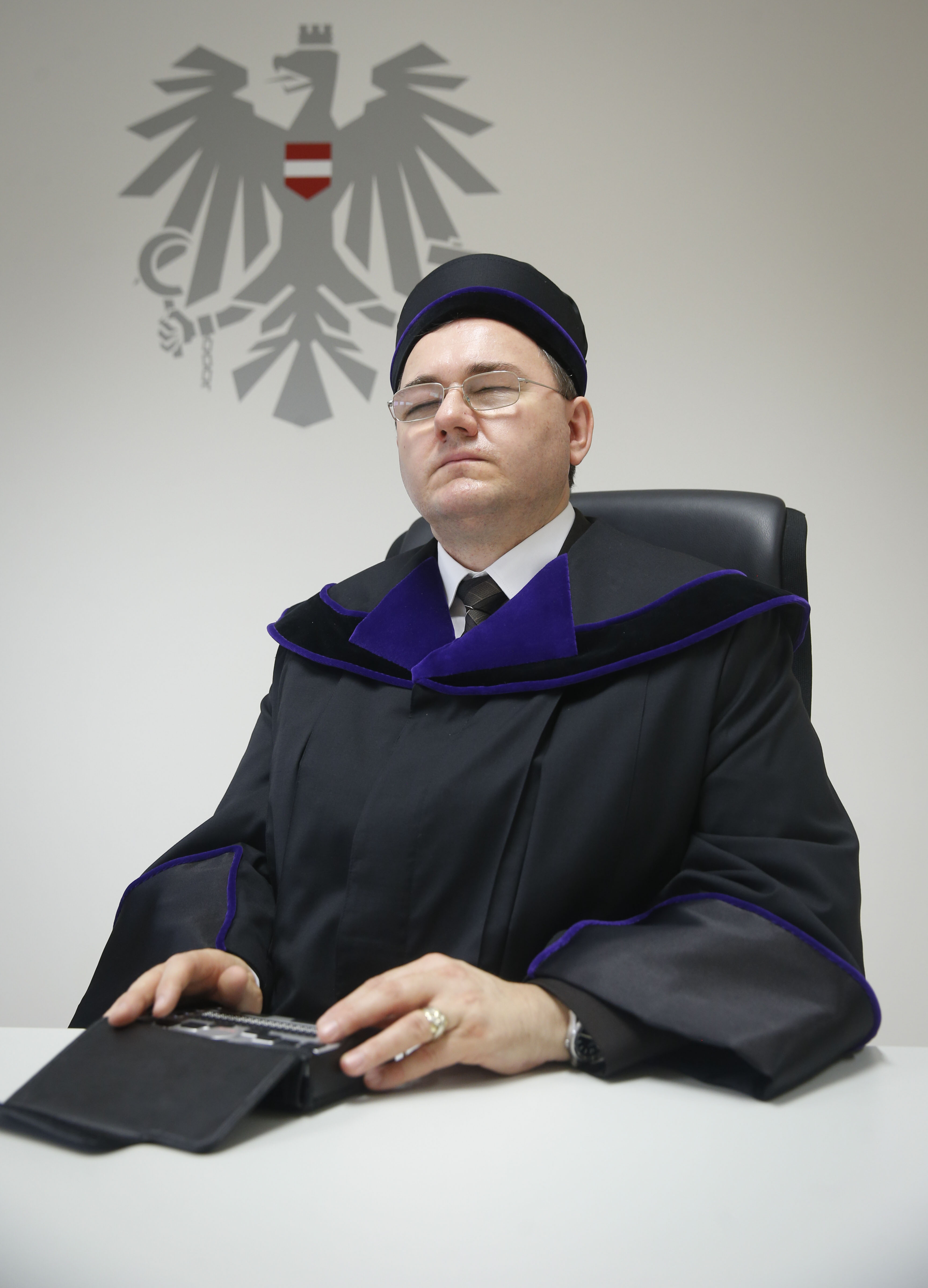
Gerhard Höllerer mit seinem Organizer „Pronto“ (2014)

Gerhard Höllerer (* 26. Juni 1968 in Wien) ist einer der beiden ersten österreichischen blinden Richter.

## Ausbildung
Gerhard Höllerer besuchte die Landwirtschaftliche Fachschule Norbertinum Tullnerbach, bevor er im Alter von 15 Jahren durch einen Arbeitsunfall erblindete. Seine Schulbildung setzte er am Bundes-Blindenerziehungsinstitut Wien fort, wo er 1986 die Handelskammerprüfung für Steno- und Phonotypie absolvierte.
2002 begann er das Studium der Rechtswissenschaften an der Universität Wien, das er 2008 als Magister iuris abschloss.

## Beruflicher Werdegang
Höllerer arbeitete zunächst am Landesgericht für Strafsachen Wien, dann von 1987 bis 2013 im Bundesministerium für Wissenschaft und Forschung (bezüglich der wechselnden Resortzusammensetzungen siehe Bundesministerium für Bildung, Wissenschaft und Forschung), 2005 bis 2008 als Fachinspektor. Von 2008 bis 2013 war er Teil der Studierendenanwaltschaft, ab 2012 – zeitgleich mit seiner Ernennung zum Ministerialrat – deren stellvertretender Leiter. Im Rahmen dieser Tätigkeit war er unter anderem Mitautor mehrerer Broschüren und Jahresberichte.
An der Pädagogischen Hochschule Graz unterrichtete er zu den Themen Bundespflegegeldgesetz, Bundesbehindertengesetz, Bundes-Behindertengleichstellungsgesetz, UN-Konvention und Behinderteneinstellungsgesetz.
2013 wurde Höllerer als einer der beiden ersten blinden Richter in Österreich ernannt, seit 2014 ist er in dieser Funktion am Bundesverwaltungsgericht in Wien tätig.

## Ehrenamtliche Tätigkeiten
Von 1990 bis 2008 engagierte sich Höllerer für den Österreichischen Blinden- und Sehbehindertenverband, Landesgruppe Wien/NÖ/Bgld, unter anderem als Jugendsektionsleiter, Vorstandsfunktionär und als Leiter des Veranstaltungszentrums Louis-Braille-Haus. 2008 bis 2012 stand er dem gesamten Österreichischen Blinden- und Sehbehindertenverband als Präsident vor, zeitgleich war er auch Vizepräsident der Österreichischen Arbeitsgemeinschaft für Rehabilitation (heute Österreichischer Behindertenrat).
Im Ministerium fungierte er viele Jahre als Behindertenvertrauensperson im Dienststellen- beziehungsweise Zentralausschuss.
Höllerer war auch Beiratsmitglied der Pensionsversicherungsanstalt, Beamtenversicherungsanstalt und Wiener Gebietskrankenkasse, Mitglied der Vergabekommission von Licht ins Dunkel, Mitglied im Ausgleichstaxfonds (ATF) und Mitglied des Bundesbehindertenbeirates im Bundesministerium für Arbeit, Soziales und Konsumentenschutz.
Laufend engagiert sich Höllerer für die Gewerkschaft, seit 2019 unter anderem als Vorsitzender des Gewerkschaftlichen Betriebsausschusses für Richter am Bundesverwaltungsgericht und als Stellvertretender Vorsitzender der Sektion Verwaltungsrichter bei der GÖD.

## Auszeichnungen
2013 erhielt Höllerer das Goldene Ehrenzeichen für Verdienste um die Republik Österreich.